# سانگنگته
سانگنگته (به لهستانی:  Sągnity) یک روستا در لهستان است که در گمینا گورووو ایواوتسکیه واقع شده‌است.